# Marengo (Iowa)
Marengo es una ciudad ubicada en el condado de Iowa en el estado estadounidense de Iowa. En el Censo de 2010 tenía una población de 2528 habitantes y una densidad poblacional de 456,11 personas por km².

## Geografía
Marengo se encuentra ubicada en las coordenadas 41°47′48″N 92°4′5″O / 41.79667, -92.06806. Según la Oficina del Censo de los Estados Unidos, Marengo tiene una superficie total de 5.54 km², de la cual 5.38 km² corresponden a tierra firme y (2.85%) 0.16 km² es agua.

## Demografía
Según el censo de 2010, había 2528 personas residiendo en Marengo. La densidad de población era de 456,11 hab./km². De los 2528 habitantes, Marengo estaba compuesto por el 97.27% blancos, el 0.59% eran afroamericanos, el 0.55% eran amerindios, el 0.4% eran asiáticos, el 0.04% eran isleños del Pacífico, el 0.44% eran de otras razas y el 0.71% pertenecían a dos o más razas. Del total de la población el 2.81% eran hispanos o latinos de cualquier raza.